# Vinograd
Vinograd (cyr. Виноград) – wieś w Bośni i Hercegowinie, w Republice Serbskiej, w mieście Sarajewo Wschodnie, w gminie Pale. W 2013 roku liczyła 30 mieszkańców.